# 火星泥裂缝
2017年1月，科学家们宣布有可能在火星盖尔撞击坑中发现了泥裂缝（Mud cracks）。好奇号漫游车拍摄到了火星上可能是第一个发现的泥裂缝（干燥裂缝），它们可能形成于干涸的泥浆。这处被称为“老水坑”的地点位于夏普山下部默里组泥岩暴露的范围内。
据推测，这些裂缝形成于30多亿年前，之后被更多的沉积物掩埋，所有这些材料最终都变成了岩石，再后来，风蚀剥去了覆盖在裂缝层的地层。裂缝中填满了耐后期侵蚀的物质，由于周边覆盖层被移除，这些抗侵蚀材料形成了凸起的棱脊。
这是首次看到的泥裂缝，此前，好奇号曾勘测过由地下水携带矿物质（如硫酸钙等）形成的不同形状的裂缝和突脊。产生的裂缝主要是上覆沉积物的压力所造成的岩石破裂。盖尔撞击坑保存有古老的湖泊遗迹，这些湖泊的深度和面积随时间而变化，有时甚至消失。泥裂缝表明，湖泊消失时曾出现过干旱期。除了这些淤泥证据外，好奇号在更古老地层和较年轻泥岩中发现了古湖泊的证据。加州理工学院的研究生内森·斯坦（Nathan Stein）主持了该项调查。

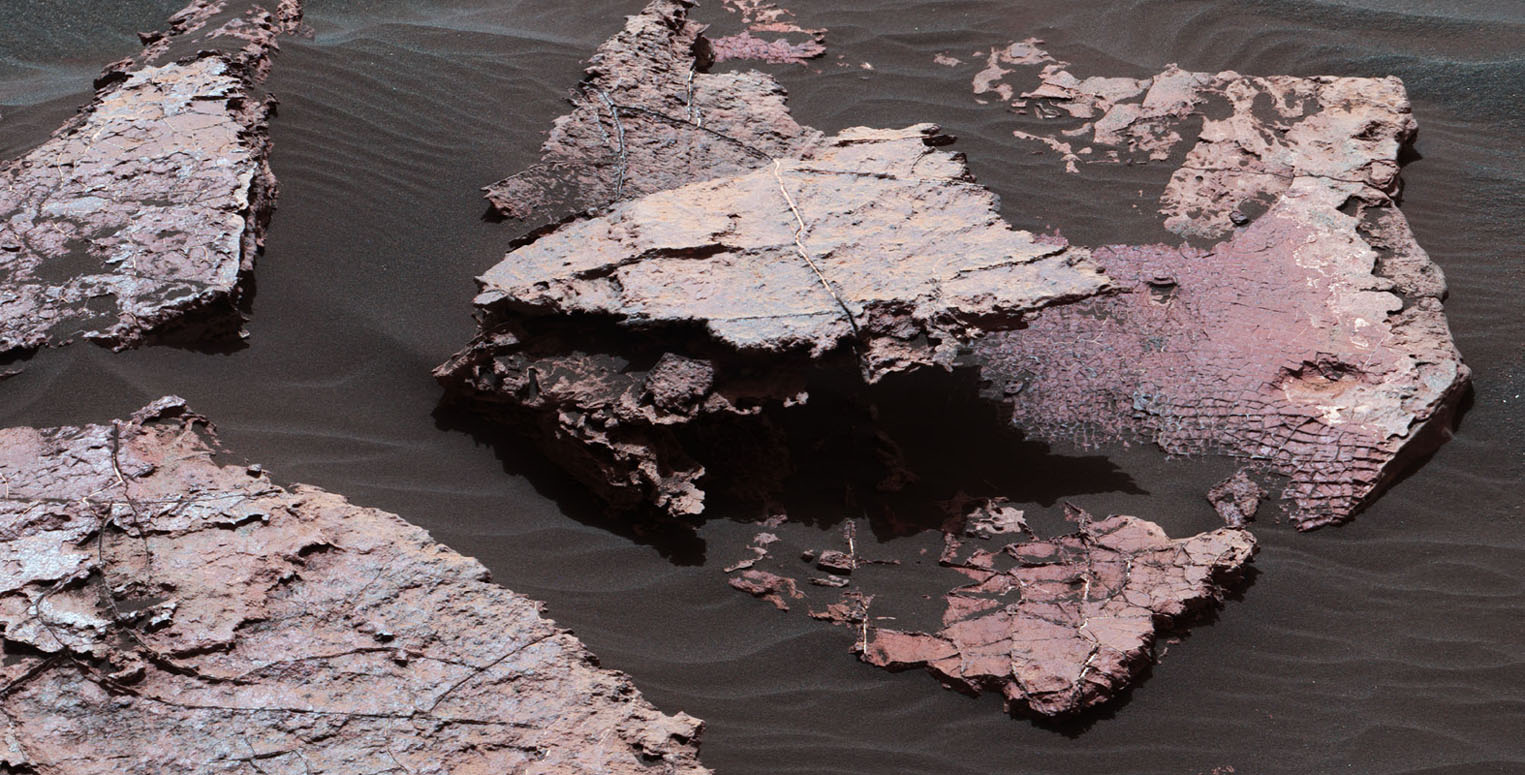
好奇号漫游车所看到呈脊状的可能泥裂缝。
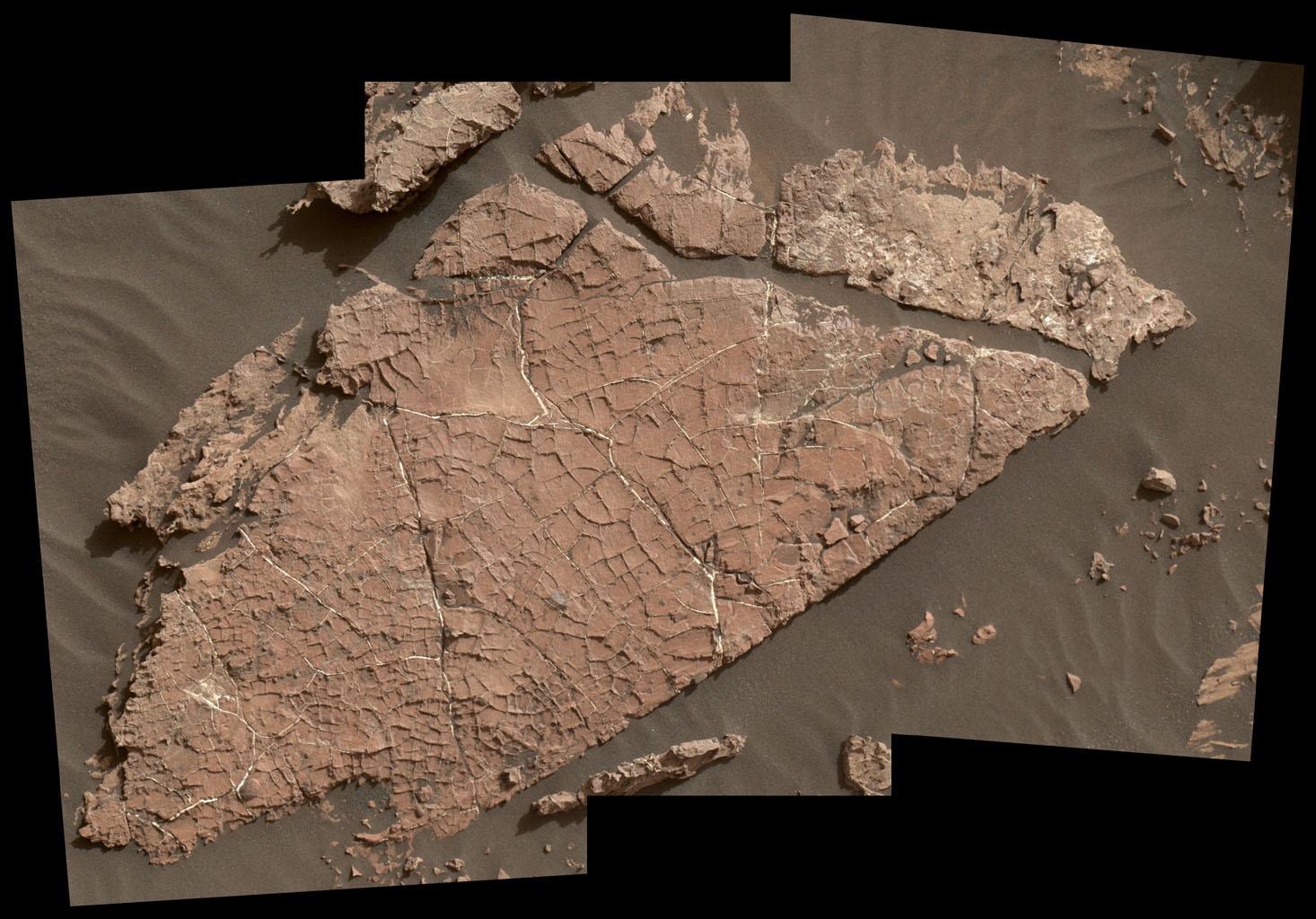
近距离观察的脊状泥裂缝。

## 另请查看
- 埃俄利斯区
- 火星地质
- 撞击坑
- 火星水文